# Nuoto ai Giochi della XXX Olimpiade - 400 metri misti maschili
La gara dei 400m misti maschili dei Giochi di Londra è stata disputata il 28 luglio, con le batterie al mattino e la finale nella sessione serale.
La medaglia d'oro è andata allo statunitense Ryan Lochte, già campione mondiale in carica della specialità.

## Record
Prima della competizione il record mondiale e olimpico era il seguente:
| Record mondiale · Record olimpico | 4'03"84 | Michael Phelps Stati Uniti | 10 agosto 2008 Pechino, Cina |

Durante la competizione tale record non è stato migliorato.

## Risultati

### Batterie
| Pos. | Atleta                   | Nazionalità   | Tempo   | Batt. | Corsia | Note             |
| ---- | ------------------------ | ------------- | ------- | ----- | ------ | ---------------- |
| 1    | Kōsuke Hagino            | Giappone      | 4'10"01 | 3     | 4      | Q,               |
| 2    | Chad le Clos             | Sudafrica     | 4'12"24 | 5     | 2      | Q                |
| 3    | Ryan Lochte              | Stati Uniti   | 4'12"35 | 5     | 4      | Q                |
| 4    | Thiago Pereira           | Brasile       | 4'12"39 | 3     | 6      | Q                |
| 5    | Thomas Fraser-Holmes     | Australia     | 4'12"66 | 5     | 3      | Q                |
| 6    | Luca Marin               | Italia        | 4'13"02 | 5     | 6      | Q                |
| 7    | Yuya Horihata            | Giappone      | 4'13"09 | 5     | 5      | Q                |
| 8    | Michael Phelps           | Stati Uniti   | 4'13"33 | 4     | 4      | Q                |
| 9    | László Cseh              | Ungheria      | 4'13"40 | 4     | 5      |                  |
| 10   | Gal Nevo                 | Israele       | 4'14"77 | 3     | 1      |                  |
| 11   | Yannick Lebherz          | Germania      | 4'15"41 | 4     | 2      |                  |
| 12   | Yang Zhixian             | Cina          | 4'15"45 | 3     | 3      |                  |
| 13   | Roberto Pavoni           | Gran Bretagna | 4'15"56 | 4     | 6      |                  |
| 14   | Wang Chengxiang          | Cina          | 4'15"57 | 4     | 3      |                  |
| 15   | Maksym Šemberev          | Ucraina       | 4'16"63 | 4     | 1      |                  |
| 16   | Ward Bauwens             | Belgio        | 4'16"71 | 2     | 4      |                  |
| 17   | Ioannis Drymonakos       | Grecia        | 4'17"04 | 4     | 7      |                  |
| 18   | Raphael Stacchiotti      | Lussemburgo   | 4'17"20 | 2     | 6      |                  |
| 19   | Riaan Schoeman           | Sudafrica     | 4'17"22 | 5     | 1      |                  |
| 19   | Federico Turrini         | Italia        | 4'17"22 | 5     | 7      |                  |
| 21   | Alexander Tikhonov       | Russia        | 4'18"12 | 3     | 7      |                  |
| 22   | Dávid Verrasztó          | Ungheria      | 4'18"31 | 3     | 5      |                  |
| 23   | Alec Page                | Canada        | 4'19"17 | 4     | 8      |                  |
| 24   | Joe Roebuck              | Gran Bretagna | 4'20"24 | 3     | 2      |                  |
| 25   | Bradley Ally             | Barbados      | 4'21"32 | 1     | 5      |                  |
| 26   | Yury Suvorau             | Bielorussia   | 4'23"06 | 2     | 2      |                  |
| 26   | Diogo Carvalho           | Portogallo    | 4'23"06 | 2     | 5      |                  |
| 28   | Jung Won-Yong            | Corea del Sud | 4'23"12 | 2     | 3      |                  |
| 29   | Esteban Enderica Salgado | Ecuador       | 4'24"32 | 2     | 1      | Record nazionale |
| 30   | Pedro Pinotes            | Angola        | 4'24"69 | 2     | 8      |                  |
| 31   | Anton Sveinn McKee       | Islanda       | 4'25"06 | 1     | 4      |                  |
| 32   | Daniel Tranter           | Australia     | 4'25"76 | 5     | 8      |                  |
| 33   | Quah Zheng Wen           | Singapore     | 4'26"81 | 2     | 7      |                  |
| 34   | Marko Blazhevski         | Macedonia     | 4'32"38 | 1     | 6      |                  |
| 35   | Rafael Alfaro            | El Salvador   | 4'35"80 | 1     | 3      |                  |
| 36   | Ahmed Ghithe G Atari     | Qatar         | 5'21"30 | 1     | 2      |                  |
| -    | Taki Mrabet              | Tunisia       | -       | 3     | 8      | DSQ              |

### Finale
| Pos.    | Atleta               | Nazionalità | Tempo   | Corsia | Note                |
| ------- | -------------------- | ----------- | ------- | ------ | ------------------- |
| Oro     | Ryan Lochte          | Stati Uniti | 4'05"18 | 3      |                     |
| Argento | Thiago Pereira       | Brasile     | 4'08"86 | 6      | Record sudamericano |
| Bronzo  | Kōsuke Hagino        | Giappone    | 4'08"94 | 4      | Record asiatico     |
| 4       | Michael Phelps       | Stati Uniti | 4'09"28 | 8      |                     |
| 5       | Chad le Clos         | Sudafrica   | 4'12"42 | 5      |                     |
| 6       | Yuya Horihata        | Giappone    | 4'13"30 | 1      |                     |
| 7       | Thomas Fraser-Holmes | Australia   | 4'13"49 | 2      |                     |
| 8       | Luca Marin           | Italia      | 4'14"89 | 7      |                     |